# 無紋普提魚
無紋普提魚，又稱無紋狐鯛，為輻鰭魚綱鱸形目隆頭魚亞目隆頭魚科的其中一種，分布於印度西太平洋區，從葛摩、模里西斯至日本南部海域，體長可達17.7公分，棲息在礁石區海域，生活習性不明。

## 擴展閱讀
維基物種上的相關：無紋普提魚